# ポタワトミー郡 (カンザス州)
ポタワトミー郡（英: Pottawatomie County）は、アメリカ合衆国カンザス州の北東部に位置する郡である。2010年国勢調査での人口は21,604人であり、2000年の18,209人から18.6%増加した。郡庁所在地はウェストモアランド市（人口778人）であり、同郡で人口最大の都市はウォーミーゴ市である（人口4,372人）。郡名はポタワトミー族インディアンから採られている
ポタワトミー郡は、ライリー郡、ギアリー郡と共に、マンハッタン大都市圏を構成している。2009年推計の都市圏人口は123,086人である。ポタワトミー郡出身の中には元世界ヘビー級チャンピオンのボクサー、ジェス・ウィラードや自動車会社経営者ウォルター・クライスラーがいる。

## 法と政府
ポタワトミー郡は、1857年にカンザス準州議会によって、元はライリー郡にあった領域が分離して設立された。現在の郡庁所在地であるウェストモアランドは、1882年に行われた住民投票で選定された。
ポタワトミー郡はアルコールを禁じる、すなわち「ドライ」の郡だったが、1986年にカンザス州憲法が修正され、住民は投票で個人が嗜むアルコール飲料の販売を承認した。ただし、食料販売量の30%までという制限が付いた。

## 地理
アメリカ合衆国国勢調査局に拠れば、郡域全面積は862.07平方マイル (2,232.8 km2)であり、このうち陸地は844.24平方マイル (2,186.6 km2)、水域は17.83平方マイル (46.2 km2)で水域率は2.07%である。

### 隣接する郡
- マーシャル郡 - 北
- ネマハ郡 - 北東
- ジャクソン郡 - 東
- ショーニー郡 - 南東
- ワボンシー郡 - 南
- ライリー郡 - 西

## 人口動態

人口ピラミッド

以下は2000年の国勢調査による人口統計データである。
| 基礎データ - 人口: 18,209人 - 世帯数: 6,771 世帯 - 家族数: 4,929 家族 - 人口密度: 8人/km2（22人/mi2） - 住居数: 7,311軒 - 住居密度: 3軒/km2（9軒/mi2） 人種別人口構成 - 白人: 96.32% - アフリカン・アメリカン: 0.66% - ネイティブ・アメリカン: 0.59% - アジア人: 0.32% - 太平洋諸島系: 0.01% - その他の人種: 0.60% - 混血: 1.50% - ヒスパニック・ラテン系: 2.26% 年齢別人口構成 - 18歳未満: 29.5% - 18-24歳: 7.7% - 25-44歳: 27.7% - 45-64歳: 21.6% - 65歳以上: 13.5% - 年齢の中央値: 36歳 - 性比（女性100人あたり男性の人口） - 総人口: 98.0 - 18歳以上: 96.7 | 世帯と家族（対世帯数） - 18歳未満の子供がいる: 36.4% - 結婚・同居している夫婦: 62.4% - 未婚・離婚・死別女性が世帯主: 7.2% - 非家族世帯: 27.2% - 単身世帯: 23.2% - 65歳以上の老人1人暮らし: 9.7% - 平均構成人数 - 世帯: 2.65人 - 家族: 3.15人 収入と家計 - 収入の中央値 - 世帯: 40,176米ドル - 家族: 47,261米ドル - 性別 - 男性: 31,368米ドル - 女性: 23,238米ドル - 人口1人あたり収入: 17,785米ドル - 貧困線以下 - 対人口: 9.7% - 対家族数: 6.4% - 18歳未満: 14.1% - 65歳以上: 10.3% |

## 都市と町

### 法人化された都市
都市名の後の数字は2010年国勢調査での人口を示す。
- ウォーミーゴ, 4,372
- セントメアリーズ, 2,627
- オナガ, 702、隣接するワボンシー郡に一部が入っている
- ウェストモアランド, 778 - 郡庁所在地
- セントジョージ, 639
- エメット, 191
- ベルビュー, 205
- ルイビル, 188
- オルスバーグ, 219
- ヘイブンズビル, 133
- ウィートン, 95

隣接するライリー郡の郡庁所在地マンハッタン市の小部分が郡内に入っている。
タトルクリーク湖が造成される前は、ガリソンの町が郡内中央部西にあった。

### 郡区
ポタワトミー郡は23の郡区に分けられている。マンハッタン市は「政治的に独立」とは見なされ、下記郡区の数字からは外されている。下表で「人口中心」は最大都市であり、特に大きな数字でなければ、郡区の人口に含まれるものである。

## 教育

### 統一教育学区
- ウォーミーゴ USD 320、ウォーミーゴ、ルイビル、ベルビュー
- コーバレー USD 321、セントメアリーズ、エメット
- オナガ USD 322、オナガ、ヘイブンズビル、ウィートン
- ロッククリーク USD 323、ウェストモアランド、セントジョージ
- ライリー郡 USD 378、ポタワトミー郡中西部
- マンハッタン・オグデン USD 383、ポタワトミー郡南西部
- ブルーバレー USD 384、オルスバーグ、フォストリア

### 私立学校
- セントメアリーズ・アカデミー・アンド・カレッジ